# Братківцівська сільська рада
Братківцівська сільська рада — орган місцевого самоврядування у Стрийському районі Львівської області. Адміністративний центр — село Братківці.

## Загальні відомості
Братківцівська сільська рада утворена 11 вересня 1995 року. Водоймища на території, підпорядкованій даній раді: річка Стрий.

## Історія
До 1995 року село Братківці входили до складу Станківської сільської ради.

## Населені пункти
Сільській раді підпорядковані населені пункти:
- с. Братківці

## Склад ради
Рада складається з 16 депутатів та голови.

### Керівний склад попередніх скликань
| ПІБ                     | Основні відомості                                                 | Дата обрання | Дата звільнення |
| ----------------------- | ----------------------------------------------------------------- | ------------ | --------------- |
| Войтків Ігор Богданович | Сільський голова, 1958 року народження, освіта вища, безпартійний | 26.03.2006   | 31.10.2010      |
| Войтків Ігор Богданович | Сільський голова, 1958 року народження, освіта вища, безпартійний | 31.10.2010   | 25.10.2015      |
| Войтків Ігор Богданович | Сільський голова, 1958 року народження, освіта вища, безпартійний | 25.10.2015   |                 |

Примітка: таблиця складена за даними джерела